# Ciocârlia (post de radio)
„Ciocârlia”, „V01 Ciocârlia” sau The Skylark a fost un post de radio cu numere⁠(d) în limba română pe unde scurte, cu frecvențe schimbate în timp și dedicate anumitor ore, în modulație de amplitudine. Secvențele de început și sfârșit ale transmisiunilor conțineau melodia Ciocârlia. Potrivit mai multor autori, postul, ce a funcționat în anii 1980 și puțin timp după Revoluția Română din 1989, era operat de serviciile secrete române, mai precis de Direcția de Informații Externe/Serviciul de Informații Externe (DIE/SIE) din complexul radio propriu din Brănești, Ilfov, după date obținute din radiogoniometrie.

## Descriere
Membri ai The European Numbers Information Gathering & Monitoring Association (ENIGMA), ce au realizat recepții ale postului de radio cu numere⁠(d) supranumit de aceștia The Skylark și identificat sub codul V01, au clasificat transmisiunile de numere, rostite de către vocea masculină și conținând cifre de tip zero, unu, doi, trei, patru, cinci, șase, șapte, opt și nouă, a fi posibile coduri Morse. Recepțiile, pe gamele de frecvențe de 4, 5 și 6 MHz, au fost descrise de către alții a proveni de la o „stație cu muzică țigănească” sau cu „[cântec] frenetic la vioară”, cu o voce masculină care încheia transmisiunea cu „Terminat” rostit de 3 ori.
Potrivit autorului Simon Mason, The Skylark este cel mai probabil cel mai ciudat dintre posturile de radio cu numere din Europa, afirmație justificată de secvența de identificare⁠(d) de 2 minute și 42 de secunde, constând în sunete de vioară și fluiere din Ciocârlia (tradus în engleză The Skylark), o muzică populară românească.
Ciocârlia, și într-o anumită măsură postul străin numit de radioamatori Rapid Dots (care transmitea pulsații rapide Morse ca secvență de identificare), excela în urmarea formatului de repetare a melodiei de aproape 3 minute de cel puțin 4 ori ca apoi să iasă din eter, fără a mai transmite secvențele de cifre. Ocuparea inutilă a frecvențelor a fost explicată de scopul transmiterii unui marcator sau identificator specific. Pentru radioamatori era un exemplu de bani și timp pierduți.
Într-un buletin informativ al Clubului de Radio DX⁠(d) din Budapesta s-a publicat întrebarea adresată clubului de către un radioamator englez dacă membrii ar putea identifica o „melodie țigănească ciudată care poate fi auzită pe anumite frecvențe”. Câteva luni mai târziu, un membru al clubului din URSS, a explicat că este o „stație foarte neobișnuită [...] o transmisie în limba română care se aude deseori în banda de până în 10 MHz, pe frecvențe izolate, foarte clare și distincte [...] cu melodia Ciocârlia care este urmată de grupuri de cifre rostite în limba română. Transmisia se termină cu cuvântul «terminat». Există mai multe transmisii similare, dar acestea de obicei nu sunt interesante pentru DX-eri din cauza naturii izolate a activităților lor.” Însă, majoritatea celorlalte transmisiuni nu conțineau rostiri de grupuri de câte 5 cifre iar formatul postului era redarea melodiei de două ori, într-o durată de 6 minute și între „terminat” repetat de 3 ori, urmată de o altă repetare a melodiei de două ori și „terminat” de 3 ori, urmat de rostirea secvențelor de cifre, apoi urmate de o altă repetare a melodiei de două ori.
Un exemplu de transmisiune separată de Ciocârlia a fost pe frecvența de 8170 kHz, unde se auzea vocea unui bărbat român care repeta „trei, patru, șase, șase, zero, zero, zero” între orele 20:30 și 20:35 UTC, iar apoi ieșea din eter. După anumite păreri, stațiile care sfârșeau în secvențe de „000” sau „0000” erau operate direct de către KGB.
| Preambul             | Preambul                                                                           | Mesaj                        | Încheiere        |
| -------------------- | ---------------------------------------------------------------------------------- | ---------------------------- | ---------------- |
| Ciocârlia            | 09205                                                                              | 09685 05858 68027 [...]      | Terminat         |
| repetată de două ori | Prima cifră întotdeauna 0, următoarele două fixează numărul de secvențe de 5 cifre | Secvențe formate din 5 cifre | Repetat de 3 ori |

La nivelul anului 1987 ultima recepție a fost realizată pe frecvența de 4584 kHz la 20:00 UTC.
Potrivit unei păreri, s-au folosit inclusiv crainici în direct, concluzie dată de vocile diferite utilizate. De-a lungul anilor programul a fost schimbat, iar după o acalmie ulterioară Revoluției Române din 1989, postul a reluat transmisiunile.
Potrivit anumitor speculații făcute pe Internet, transmisiunile erau făcute spre țară, deci nu din România, din cauza accentelor occidentale, americane, ale crainicilor. Acest lucru ar putea avea sens prin informația știută că în timpul Războiului Rece, agenți ai Radio Moscova⁠(d) și Radio Pace și Progres⁠(d) trăiau în SUA și Europa de Vest. Însă unele surse presupun că transmisiunea provenea din teritoriul României. Astfel, după o informație din 1993, postul era transmis din Brănești, Ilfov după date obținute din radiogoniometrie. Informația a fost reluată în cartea Intercepting Numbers Stations de Langley Pierce (1994), declarând că Direcția de Informații Externe/Serviciul de Informații Externe (DIE/SIE) realiza transmisii în limba română cu operatori bărbați în direct, cu o medie de 15 secvențe pe minut și se presupunea a proveni de la complexul de emițători radio a DIE din Brănești, la est de București. Același complex ar fi deținut în trecut și centrul național de bruiaj al țării.
După priyom.org, postul în modulație de amplitudine, ce a avut vocile preînregistrate magnetic și a devenit inactiv după revoluție, a fost operat de către serviciile secrete române.
| UTC   | Frecvență (kHz)                          |
| ----- | ---------------------------------------- |
| 00:00 | 5425                                     |
| 04:00 | 6824                                     |
| 18:00 | 5889                                     |
| 19:00 | 5425, 5889, 6824, 8170                   |
| 20:00 | 4585, 5145, 5425, 5889, 6824, 7385       |
| 21:00 | 5425, 5835, 6840                         |
| 22:00 | 3885, 4585, 5425, 5889, 6824, 6840, 8170 |
| 23:00 | 5425                                     |

În contextul scandalurilor societății civile asupra nereformării serviciilor secrete, care încă conțineau cadre ale fostului Departament al Securității Statului, în 2006, Ion Mihai Pacepa a declarat pentru Adevărul că la Brănești exista o școală de agenți a DIE, de a cărei creație și organizare era în mare măsură responsabil. Aceasta a înlocuit școala pentru informații externe de la Moscova, unde erau trimiși ofițerii DIE până atunci. Școala de la Brănești era una de pregătire a agenților antioccidentali, în special îndreptată împotriva NATO, cu cursanți tineri sau trimiși acolo pentru promovare în funcții de conducere. Cursanții, ce erau repartizați pe țări ca SUA, Regatul Unit, Republica Federală Germania, Italia și altele, beneficiau de cursuri intensive de limbă și erau obligați să vorbească limba specifică în majoritatea activităților școlare și sociale. De asemenea învățau tehnica de informații, contrainformații, sisteme de legătură (incluzând radio și cifru), cerințe diplomatice și sociale, tenis, golf, înot subacvatic, alpinism și altele, cu supunerea la aplicații practice care includeau rezistența la anchetări ostile. După Pacepa, școala, având un caracter strict secret și un câmp complex de antene, care se puteau observa de la distanță, a apărut în legende ca fiind un centru de radio-emisie pentru emisiuni în limbi străine.

## Program RRI
Ciocârlia/The Skylark este și numele unui program de muzică populară al secției în engleză a Radio România Internațional (RRI).